# Línea 4 del Tren Eléctrico Urbano de Guadalajara
La Línea 4 del Tren Eléctrico Urbano de Guadalajara será la cuarta línea del Sistema de Tren Eléctrico Urbano. Tendrá 21,1 km de extensión e irá desde «Las Juntas» en Tlaquepaque, conectando con Mi Macro Calzada y Mi Macro Periférico, hasta la cabecera municipal de Tlajomulco.
Con la construcción de la obra se brindará servicio de alrededor de 106.000 viajes diarios, y costará 9.725 millones de pesos mexicanos.
El gobierno del estado dio por iniciadas las obras de la nueva línea en mayo de 2022 con un puente sobre las vías de ferrocarril en su cruce con Av. Adolf B. Horn Jr. La construcción de la infraestructura del tren no comenzaría sino hasta diciembre del mismo año.
Su color distintivo es el naranja.
| Última ampliación    | Actualmente en proceso            |
| Material rodante     | TEG-23                            |
| Andenes              | 120 m                             |
| Municipios cubiertos | Tlaquepaque, Tlajomulco de Zúñiga |

## Antecedentes

### Proyecto Isla Raza a Santa Fe

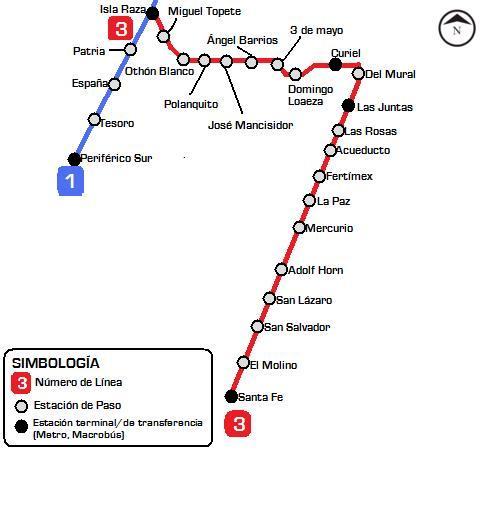
Mapa de la Línea 3 propuesta en 2009 y descartada por la siguiente administración

En 2009, el entonces Gobernador de Jalisco —Emilio González Márquez—, con el respaldo del entonces alcalde de Tlajomulco —Enrique Alfaro Ramírez—, propuso un proyecto de Línea 3 del Tren Ligero durante una conferencia de prensa bajo el lema «sí al Tren Ligero, sí al Macrobús, Guadalajara gana»; sin embargo, el proyecto fue rechazado por mayoría partidista durante el cambio de administración. El proyecto habría sido una línea parcialmente superficial y con un tramo en viaducto elevado para entroncar, e inclusive utilizar el corredor de la línea 1 a partir de la estación de Isla Raza; que correría hacia el sur de la Zona Metropolitana de Guadalajara; comenzando su recorrido en la estación Isla Raza de la Línea 1 del tren eléctrico tomando la calle Miguel Topete hasta llegar a la Avenida Patria Sur, de ahí giraría en dirección oriente para tomar la calle Luis Covarrubias hasta llegar a una pequeña bifurcación para retomar la Avenida Patria Sur, de ahí giraría en dirección sur tomando las vías de FF.CC. Guadalajara-Manzanillo hasta llegar a la colonia Hacienda Santa Fe, en el municipio de Tlajomulco.
Con este proyecto se pretendía beneficiar a más de 700,000 personas, ya que las zonas por donde sería construida sufren un fuerte rezago en materia de transporte público. No obstante, la SCT ya ha contemplado el proyecto de Línea 4, con un recorrido similar al sugerido en 2009.

### Proyecto Las Juntas a Tlajomulco
Los candidatos a las elecciones de 2018 por la presidencia, Andrés Manuel López Obrador, y gubernatura de Jalisco, Enrique Alfaro Ramírez, hablaron de manera independiente en sus campañas sobre la construcción de la línea 4 de SITEUR hacia el centro de Tlajomulco. Tras resultar ganadores ambos candidatos, un vocero de López Obrador anunció el proyecto de Isla Raza a Santa Fe, mismo trazo que se había propuesto y analizado años antes durante la administración de Emilio González Márquez.
López Obrador y Alfaro discutieron y acordaron dar continuidad a este proyecto y se empezó a realizar más estudios sobre la ruta a seguir y se consideraron algunos posibles ajustes. El anuncio de esta obra provocó diversas reacciones entre los empresarios; el Consejo de Cámaras Industriales de Jalisco se mostró negativa al proyecto, mientras que la Cámara Mexicana de la Industria de la Construcción de Jalisco se pronunció a favor.

## Construcción

### Gestión
En 2020 comenzaron a surgir dudas sobre el respaldo de López Obrador al proyecto firmado en la Ciudad de México por el gobernador y el presidente en julio de 2019. Sin embargo, quedaron disipadas el sábado 12 de septiembre de ese mismo año, cuando en su discurso por la inauguración de la Línea 3 del Tren Eléctrico Urbano de Guadalajara, el presidente de México dijo que refrendaba el compromiso que tiene de construir la línea 4. En octubre comenzarían las obras preliminares de la nueva línea.
En 2021 el proyecto de la línea 4 del tren eléctrico de Guadalajara recibe un nuevo espaldarazo del presidente Andrés Manuel López Obrador, pues si bien el gobierno federal mantenía su apoyo al mismo, aún no existía dinero etiquetado para la obra en el presupuesto de ese mismo año, recién dado a conocer por la Secretaría de Hacienda. En una reunión con el presidente de México, Andrés Manuel López Obrador, El gobernador de Jalisco, Enrique Alfaro, afirmó que la línea 4 ya contaba con los estudios técnicos para la construcción de la línea y aseguró que las obras preliminares comenzarían en octubre de 2021.
La construcción estaba planeada para finales de octubre del 2021, pero debido a problemas de gestión, las obras no comenzaron sino hasta 2022.
Según lo previsto, el 5 de octubre se adjudicó el fallo de la empresa que construirá la línea. El consorcio ganador de la licitación fue el «Consorcio Tren Ligero Guadalajara Línea 4» el conformado por Mota-Engil, que construirá la infraestructura ferroviaria e instalaciones auxiliares, y CRRC Zhuzhou Locomotive, que suministraría el material rodante.

### Obra civil

#### Fase I
El gobierno del estado dio por iniciadas las obras de la nueva línea en mayo de 2022 con un puente sobre las vías de ferrocarril en su cruce con la Avenida Adolf B. Horn Jr. La construcción de la infraestructura del tren no comenzaría sino hasta diciembre del mismo año.
Los trabajos preliminares para dicho puente comenzaron el 6 de mayo de 2022, y se dio el "banderazo de salida" de las obras el 22 de mayo de 2022, con la presencia del gobernador, los alcaldes del área metropolitana de Guadalajara y algunos invitados especiales. Se estableció como fecha de finalización el primer trimestre de 2024, con lo que se buscaba culminar las obras en un tiempo récord de tan solo 22 meses.
En agosto de 2022, el nodo Adolf Horn, con el que se iniciaron las obras, registró un 35% de avance, mientras tanto, se espera la dictaminación del proyecto ejecutivo por parte de FONADIN para comenzar la licitación pública nacional del proyecto. Finalmente, el día 16 del mismo mes, se lanzó la convocatoria para la licitación pública nacional, denominada "Modelo Integral de Movilidad de la Zona Sur del Área Metropolitana de Guadalajara (Línea 4)". Al día 25 del mismo mes, se encontró a 4 empresas registradas para obtener el contrato de construcción de la línea 4. Estas empresas fueron Siemens, Mota-Engil, DBE CO Group y TSO-NGE México. El fallo de la empresa seleccionada se informaría el 5 de octubre de 2022, con la posibilidad de iniciar la construcción de vías y estaciones el 10 de octubre del mismo año.
En el mismo mes, Agencia Reforma hizo el señalamiento de que en los trabajos de la nueva línea se comenzó con la tala de árboles sin un plan medioambiental para la compensación y recuperación del paisaje, requerido por la Secretaría de Medioambiente y Desarrollo Territorial para autorizar la obra.
El 28 de agosto, el gobierno municipal de Tlajomulco reportó un 40% de avance en el nodo Adolf Horn, según ingenieros de la obra. A finales de septiembre, el gobierno del estado reportó que los trabajos del nodo avanzaban en tiempo y forma, con un 55% de avance total. Se informó que pronto comenzaría la instalación de los 33 trabes que sostendrían las rampas del puente vehicular.
Se estimó que a mediados de noviembre comenzarían las demás etapas de construcción. Mientras tanto, se harían los análisis técnicos pertinentes con los alcaldes de Tlaquepaque y Tlajomulco. Dado el buen avance, se estimó que el nodo Adolf Horn podría ser terminado a finales de diciembre de 2022.

#### Fase II
La construcción de la infraestructura del tren comenzó el 19 de diciembre de 2022, denominada por las autoridades como la "segunda fase" de esta obra. Se comenzó con dos frentes: uno siendo la estación Real del Valle, entre los límites de Tlajomulco y Tlaquepaque, el otro siendo los patios, talleres, centro de control y la terminal Tlajomulco Centro, en la cabecera municipal de Tlajomulco.

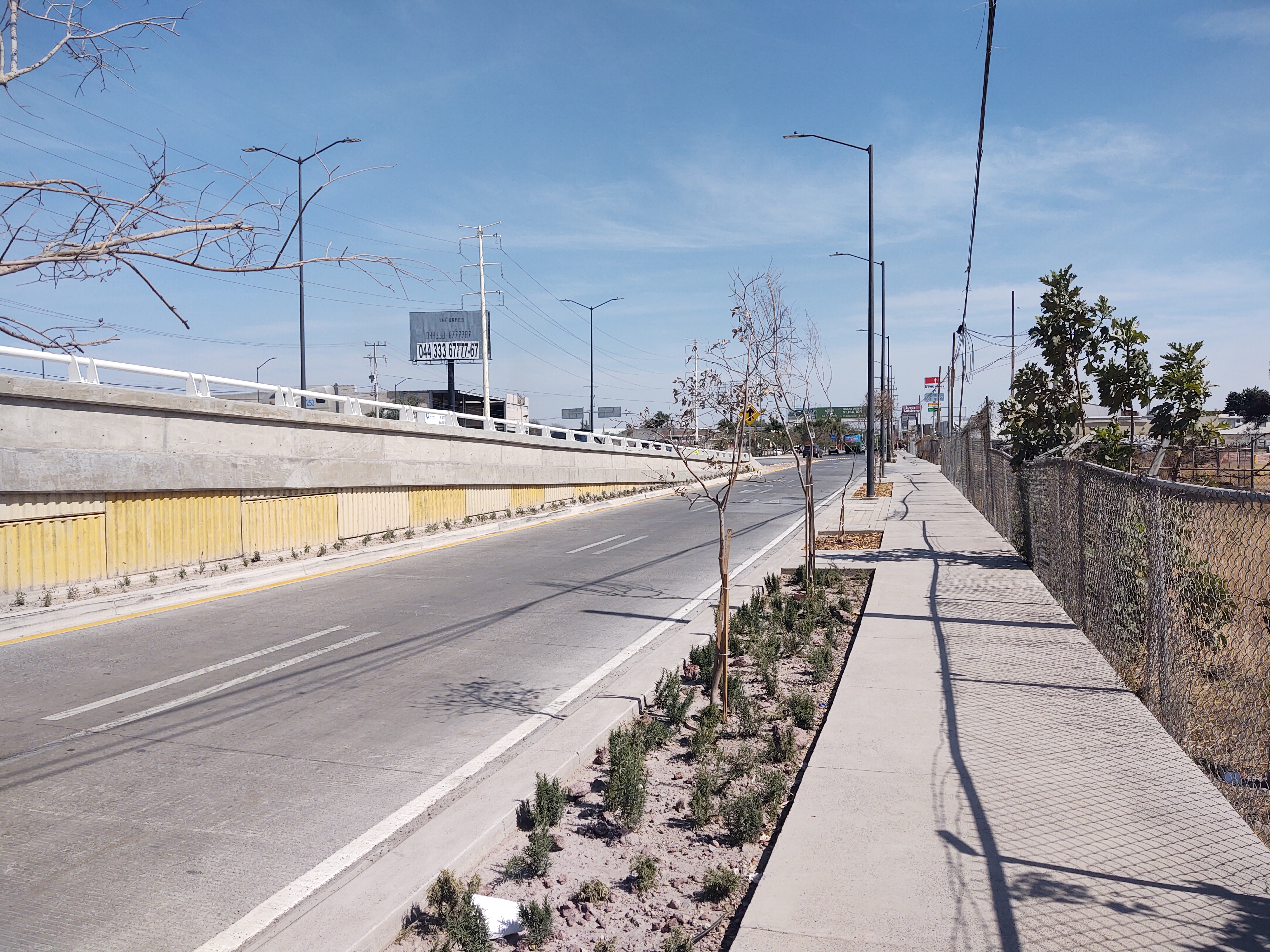
Retorno Adolf Horn ya inaugurado.

Para enero de 2023, se reportan cinco frentes activos: cuatro de ellos siendo trabajos de pre-construcción de las estaciones Real del Valle, Lomas del Sur y otras 2 más, un frente más siendo la conclusión del nodo Adolf Horn, el cual fue abierto parcialmente con dos de tres carriles, y por último los talleres y cocheras en la cabecera de Tlajomulco.

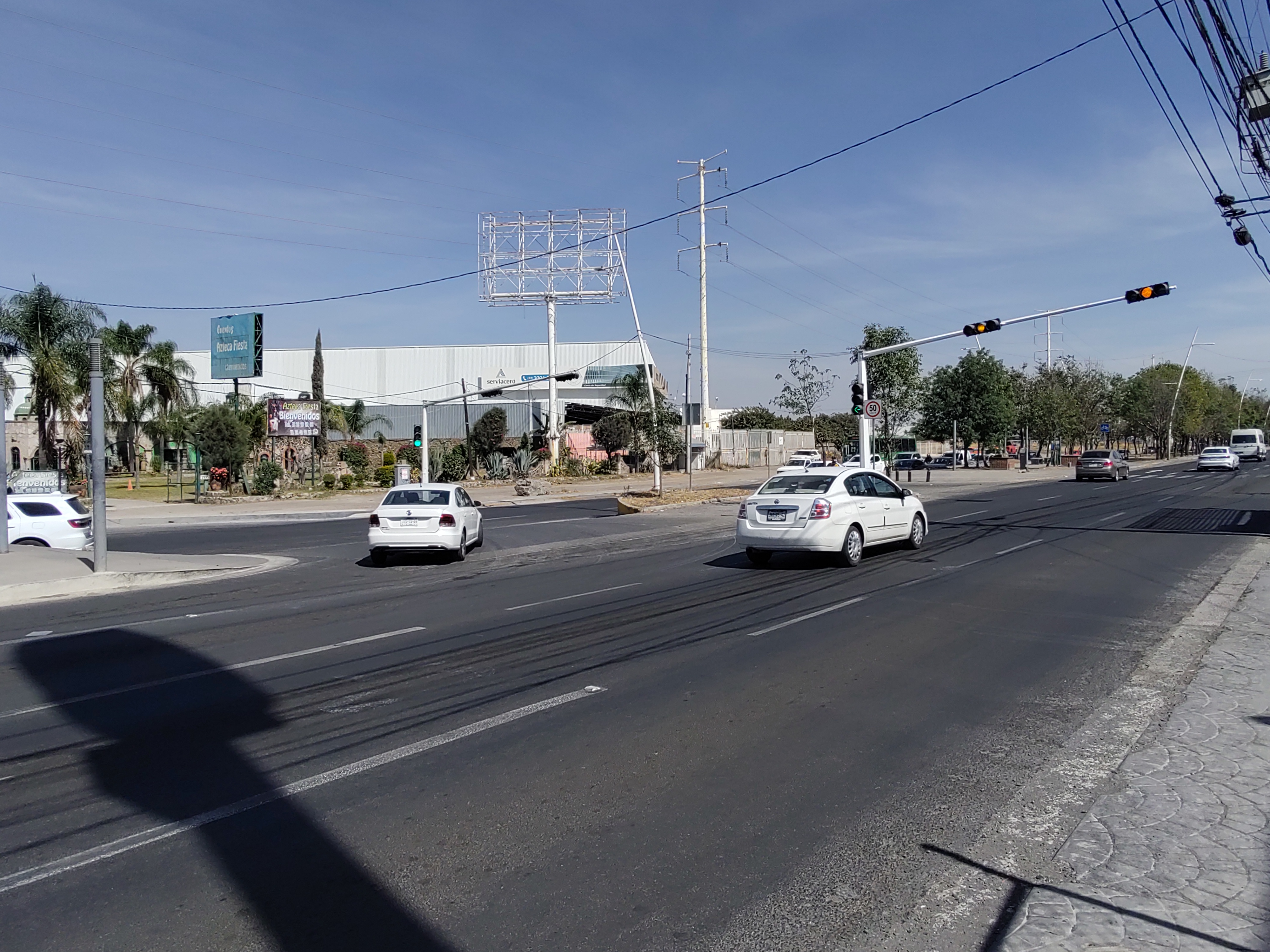
Semáforos instalados posteriores al retorno.

Con la apertura parcial del nodo Adolf Horn, han surgido quejas debido a la instalación de un semáforo justo al bajar el puente, cuya corta duración de vuelta a la izquierda paraliza el tráfico, afectando principalmente a los vecinos de Real del Valle, ya que una de sus salidas principales se ubica justo debajo del nodo.
El 16 de febrero de 2023 se reportó un avance del 17% en la construcción de estaciones y vías, con una intervención de 10.5 km del trazo total. Además, se reportó avance en la adquisición de los doce vagones para la nueva línea, conformando 6 convoyes de dos vagones. Se estimó la entrega de los mismos para marzo de 2024, y el inicio de operaciones en agosto de 2024. Así mismo, el gobernador Enrique Alfaro Ramírez inauguró formalmente el puente Adolf Horn, operando ya con todos sus carriles.
El 11 de abril de 2023, la Secretaría de Infraestructura y Obra Pública del estado de Jalisco (SIOP) presentó las convocatorias para la elaboración de proyectos ejecutivos para seis nuevos nodos viales para segregar el tráfico vehicular del ferroviario. Los nodos en cuestión son: Las Juntas, Artesanos, Periférico Sur, La Paz, Los Altos y Constitución.

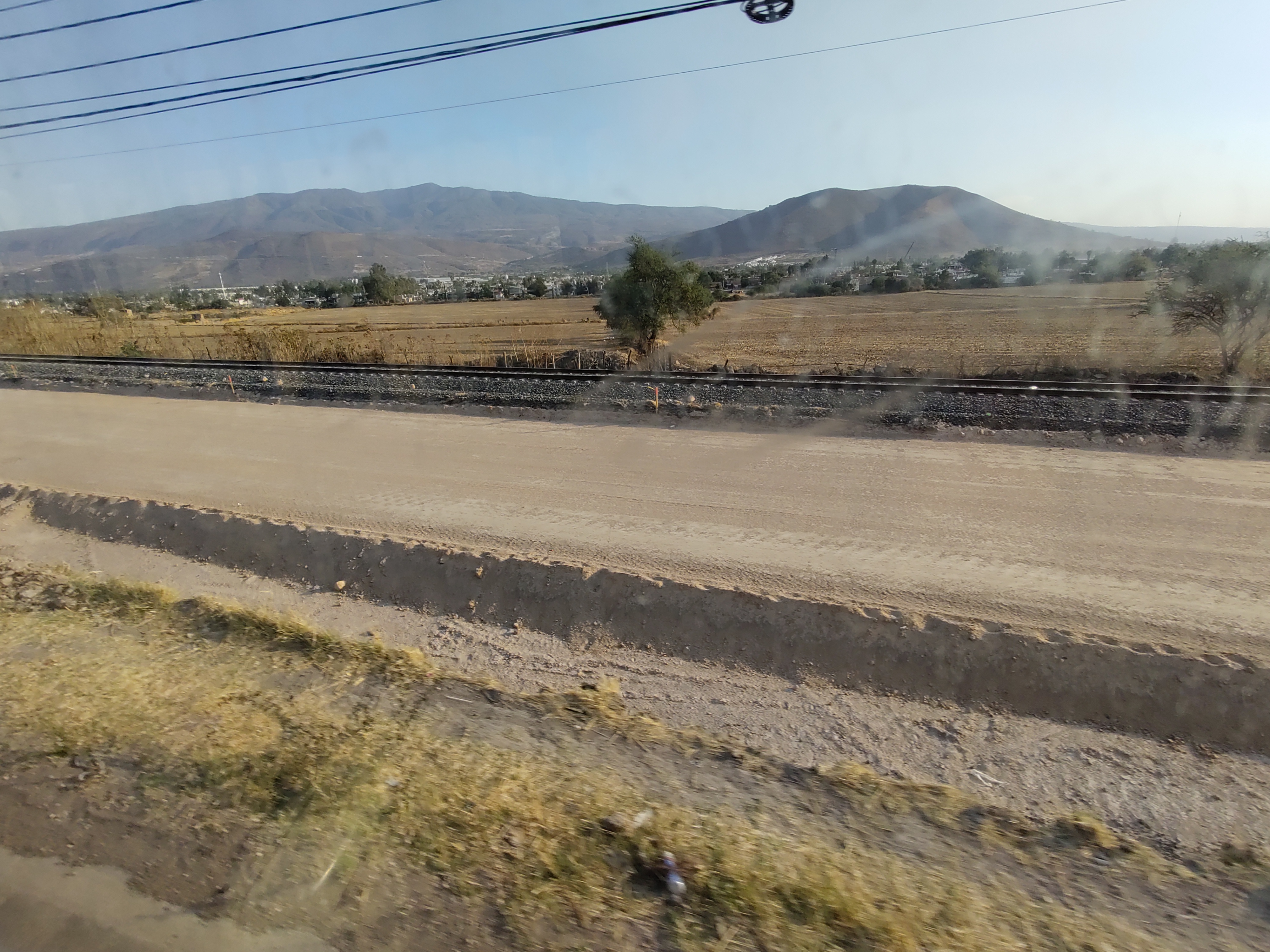
Adecuación de la vía de carga existente.

El 5 de mayo de 2023, el titular de la SIOP, David Zamora, dio a conocer que el pedido de los trenes con sus especificaciones técnicas finales fue completado, y se estará a la espera de su llegada en marzo de 2024. Además, el pedido de los rieles ya fue hecho y se trabaja en la estructura de la vía mientras son enviados, por lo que se espera estar instalándolos a principios de 2024 para realizar las primeras pruebas en marzo de 2024. La corrección de la vía de carga existente para su convivencia con el tren de pasajeros está a un 60% de avance.

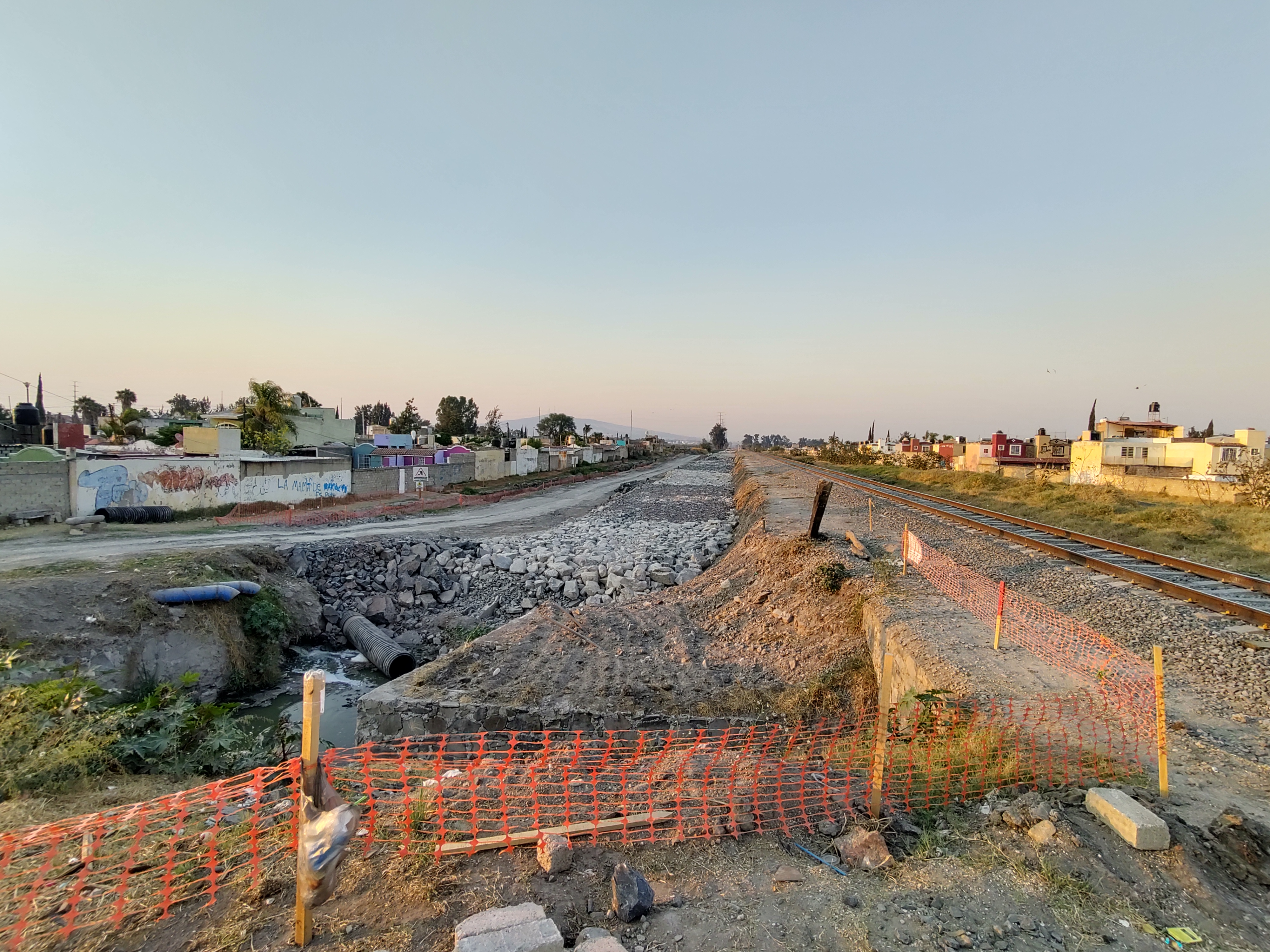
Obras en Av. Los Altos, Villas de la Hacienda.

Adicionalmente, el proyecto ejecutivo de la línea se encuentra a un 80% de ser completado, mientras que la obra civil se encuentra a un 22% de avance, principalmente en los frentes de compactación del terreno donde irán las vías y el aplanamiento y retiro de maleza de los sitios donde se construirán las estaciones. Se comenzó a colocar anuncios de precaución de «Zona de obras» en las cercanías de donde se ubicará la estación CUTLAJO. Se planea que la construcción de las estaciones arranque el próximo mes.
En julio de 2023, el gobernador del estado aseguró que las obras llevaban un avance general del 26 por ciento. Informó que los únicos problemas presentados hasta ese momento habían sido relacionados al derecho de vía en la sección de Miravalle, en la futura estación Las Juntas. Estos eran debido al espacio disponible en esa sección, por lo que se tuvieron que realizar ajustes al proyecto llegando a un acuerdo con la cementera Cemex, la cual posee uno de los predios aledaños. Así mismo, añadió que próximamente comenzaría la construcción de los trenes en la fábrica de China.
Por su parte, el secretario de infraestructura y obra pública, David Zamora, señaló que se tiene planeado que la obra alcance al menos un 60 por ciento de avance al cerrar el año 2023. Mencionó que una de las obras con un nivel de complejidad considerable será el paso a desnivel de la avenida Gobernador Curiel en su cruce con las vías. Finalmente, hizo mención sobre la estación de interconexión del Macro Periférico con el tren, la cual estaría en proceso de licitación en conjunto con la ampliación del puente existente de Periférico Sur.

## Características
La línea 4 tendrá una longitud de 21.2 km y un tiempo de recorrido de 35 min. Una vez inaugurada, se convertirá en la segunda línea de mayor longitud del sistema, solo por detrás de la línea 3. Correrá desde Las Juntas en el municipio de Tlaquepaque, donde tendrá conexión con Mi Macro Calzada mediante un centro de transferencia multimodal (CETRAM), y terminará en la cabecera municipal de Tlajomulco al sur de la ciudad. Correrá por el derecho de vía Guadalajara-Manzanillo. Dadas sus características, particularmente su trazado, longitud y distancia entre estaciones, el sistema se podría considerar como un tren suburbano, aunque esto es debatible. Los talleres de esta línea se localizarán en la cabecera de Tlajomulco. En Santa Fe se localizarán vías de servicio para depositar trenes averiados sin necesidad de retornarlos hasta el taller.

### Flota

#### Material rodante
El material rodante que correrá sobre esta línea será de tipo tren ligero del modelo TEG-23, por un total de 12 unidades. La empresa CRRC Zhuzhou Locomotive es quien suministraría el material rodante.
Los trenes serán compatibles con las líneas 1 y 2 del tren eléctrico, pudiendo acoplar unidades de los distintos modelos presentes en la red SITEUR para formar convoyes de hasta 4 unidades de los 4 modelos (TLG-88, TEG-90, TEG-15 y TEG-23).
El 19 de febrero de 2024, el gobernador Enrique Alfaro Ramírez hizo saber que los primeros dos vagones del primer tren para la línea 4 habían llegado al puerto de Lázaro Cárdenas en Michoacán, y en los próximos días serían llevados a Guadalajara.
De acuerdo al documento de presentación del proyecto de la línea 4, resaltan las siguientes características sobre los nuevos trenes:
- Trenes articulados de dos vagones o coches
- Longitud: 29.56 metros
- Capacidad por tren: 300 pasajeros
- Velocidad máxima: 85 km/h
- Acoplamiento máximo: 4 trenes
- Radio de giro: 25 metros
- Aceleración: 1.2 m/s2
- Frenado de urgencia
- Iluminación led
- Aire acondicionado
- Accesibilidad universal
- Tecnología compatible con las líneas 1 y 2

#### Rutas alimentadoras
Para maximizar la captación de usuarios hacia esta línea se ha planteado operar 8 rutas alimentadoras con un modelo similar al de Mi Macro Calzada; esto es, rutas de cortas distancias que sirvan a comunidades específicas.: 60  Para las rutas más especializadas se planean utilizar minibuses o vans. Se estima que serán adquiridas inicialmente un total de 52 unidades para el servicio de estas rutas. Las rutas serán las siguientes:
| Ruta                | Derrotero | Ruta anterior                          |
| ------------------- | --- | -------------------------------------- |
| L4/A01              | El Cuervo - Villas Terranova - Lomas del Sur - Estación Lomas del Sur - CUTLAJO - Circuito Metropolitano Sur | C102 (187)                             |
| L4/A02              | El Cuervo - Fraccionamiento Colinas del Roble                                                                | C111-V1 (176A Robles)                  |
| L4/A03              | Concepción del Valle - Hacienda Santa Fe - Chulavista - Cántaros - Real del Valle                            | C103 (187B/188)                        |
| L4/A04              | Concepción del Valle - Hacienda Santa Fe - Chulavista                                                        | C41-V1 (619 Amarilla)                  |
| L4/A05              | Concepción del Valle - Villas de la Hacienda                                                                 | -                                      |
| L4/A06              | Real del Valle - Real del Valle                                                                              | -                                      |
| L4/A07              | Real del Valle - Javier Mina - Valle Dorado - Chulavista                                                     | C113-V1 (623A Chulavista-Valle Dorado) |
| L4/A08              | Tlajomulco Centro - Providencia - Eucaliptos - Valle de Tejeda                                               | C132 (382 Providencia)                 |
| Referencias:: 60–62 | |                                        |

### Intersecciones y nodos viales
Se proyecta que se realicen una serie de intersecciones y nodos viales como parte de las obras de convivencia del tráfico regular con el ferroviario.  Las intersecciones proyectadas hasta el momento son los siguientes:
- Nodo Las Juntas: ubicado en el cruce del ferrocarril con la calle Cardenal y Gobernador Curiel. Consistirá en un paso a desnivel. En este se ubicará la terminal Las Juntas.[39]
- Intersección Acueducto: ubicada en el cruce de la avenida Acueducto con el ferrocarril. Será una intersección a nivel con barreras físicas para dar prioridad al paso del tren.[4]: 96
- Nodo Artesanos: ubicado en el cruce de la avenida Artesanos con el ferrocarril en la colonia Artesanos. Consistirá en un paso elevado.[39]
- Nodo Periférico Sur: ubicado en el cruce de Periférico Sur con el ferrocarril. Consistirá en la ampliación del puente existente con 2 laterales adicionales por sentido, eliminando el cruce vehicular bajo el Periférico con el ferrocarril. Bajo este se ubicará la estación Jalisco 200 Años.[39]
- Nodo La Paz: ubicado en el cruce de avenida La Paz con el ferrocarril en Toluquilla. Consistirá en un túnel bajo las vías.[39]
- Nodo Adolf Horn: ubicado en el cruce de la avenida Adolf Horn con el ferrocarril. Consiste en un puente de 3 carriles por sentido sobre las vías. Cuenta con un retorno y un acceso al fraccionamiento Real del Valle. Bajo este se ubicará la estación Real del Valle.[38][39]
- Intersección Subestación eléctrica: ubicada en el cruce de la calle Capri con las vías, a un lado de la subestación eléctrica de la CFE y del fraccionamiento Real del Valle. Será una intersección a nivel con barreras físicas para dar prioridad al paso del tren.[4]: 96
- Intersección Presa El Guayabo: ubicada en el cruce de la calle San Nicolás con las vías, en el camino a la presa El Guayabo. Será una intersección a nivel con barreras físicas para dar prioridad al paso del tren.[4]: 96
- Nodo Los Altos: ubicado en el cruce de avenida Los Altos con el ferrocarril en Santa Fe. Contempla la adecuación del canal pluvial paralelo a las vías, así como un paso vehicular a desnivel.[39]
- Nodo El Cuervo: ubicado en la Carretera A San Sebastián el Grande en su cruce con el ferrocarril. Consistirá en una glorieta elevada.[4]: 96  Bajo este se ubicará la estación El Cuervo.[54]
- Intersección Lomas del Sur: ubicada en la calle Loma de Luxemburgo en su cruce con el ferrocarril. Será una intersección a nivel con barreras físicas para dar prioridad al paso del tren.[4]: 96
- Nodo Constitución: ubicado en el cruce de la avenida Constitución con el ferrocarril en Lomas de Tejeda. Consistirá en un paso elevado.[39]

### Financiamiento
Esta línea contara con un presupuesto de 9 mil 725 millones de pesos. El modelo de financiamiento para esta línea será mediante una asociación público-privada.
A diferencia de las otras 3 líneas de SITEUR, y de cualquier otro sistema de tren eléctrico urbano como los sistemas de Metro de la Ciudad de México y Metrorrey, esta línea es la primera en la historia de México que recibirá financiamiento privado. El ganador de la licitación no recibirá un contrato de construcción de la línea, sino que deberá invertir recursos propios para su construcción, dándole así a las autoridades locales la solvencia necesaria para poder construir estos sistemas sin comprometer la salud financiera de la ciudad. Debido a esto, esta línea será trascendental al abrir por primera vez la posibilidad a la iniciativa privada para invertir en esta clase de infraestructura, cambiando el esquema de deuda pública a inversión privada. Adicionalmente, se destaca que se planea una inversión total de $9,725.00 MDP sin IVA, con valores a septiembre de 2022, de acuerdo al fallo de la licitación.
En agosto del 2022 fue publicada la licitación LPN-02/2022-CEAP-SITEUR-L4, en la que se registraron las empresas Siemens, Mota-Engil, DBECO Group y TSO-NGE México. El 5 de octubre de 2022 la construcción de la línea fue adjudicada oficialmente al consorcio «Consorcio Tren Ligero Línea 4 Guadalajara S.A.P.I. de C.V.», integrado por Mota-Engil, de origen portugués, en asociación con la empresa de origen chino CRRC Zhuzhou Locomotive, misma que se encargará de suministrar el material rodante.

### Impacto social
Se prevé que la nueva línea de tren ligero realice al menos 106 mil viajes diarios, con la estimación de alcanzar los 117 mil viajes diarios. Además, se estima que beneficie a 275 mil personas que viven en el área de influencia de 1 kilómetro alrededor de la línea.
Se proyecta que con la construcción de la línea se impulsen cuatro polos de desarrollo social y económico alrededor de 4 de las 8 estaciones, las cuales son: Real del Valle ,El Cuervo, Concepción del Valle y Tlajomulco Centro.
Se prevén modificaciones de hasta 16 rutas de transporte público por la entrada en servicio de la línea 4 y sus rutas alimentadoras. No se ha dicho información respecto a cuáles rutas serán modificadas, sin embargo, se informó que se darán a conocer mediante socialización de la misma forma que se hizo con Mi Macro Periférico, en fechas cercanas a la inauguración de la línea.

## Estaciones de la línea
| Logo                                     | Nombre               | Inauguración                        | Municipio            | Conexión | Tipo        | Coordenadas                                               |
| ---------------------------------------- | -------------------- | ----------------------------------- | -------------------- | -------- | ----------- | --------------------------------------------------------- |
|                                          | Las Juntas           | Estimada en diciembre de 2025       | Tlaquepaque          |          | Superficial | 20°36′28.67″N 103°20′26.77″O / 20.6079639, -103.3407694   |
|                                          | Acueducto            | Indefinida (sin recursos federales) | Tlaquepaque          | -        | Superficial | 20°35′22.6″N 103°20′43.5″O / 20.589611, -103.345417       |
|                                          | Jalisco 200 Años     | Estimada en diciembre de 2025       | Tlaquepaque          |          | Superficial | 20°34′33.56″N 103°21′18.79″O / 20.5759889, -103.3552194   |
|                                          | Real del Valle       | Estimada en diciembre de 2025       | Tlajomulco de Zúñiga | -        | Superficial | 20°33′32.004″N 103°21′57.27″O / 20.55889000, -103.3659083 |
|                                          | Concepción del Valle | Estimada en diciembre de 2025       | Tlajomulco de Zúñiga | -        | Superficial | 20°31′37.7″N 103°23′5.78″O / 20.527139, -103.3849389      |
|                                          | El Cuervo            | Estimada en diciembre de 2025       | Tlajomulco de Zúñiga | -        | Superficial | 20°30′27.46″N 103°23′36.27″O / 20.5076278, -103.3934083   |
|                                          | Lomas del Sur        | Estimada en diciembre de 2025       | Tlajomulco de Zúñiga | -        | Superficial | 20°29′8.33″N 103°24′18.14″O / 20.4856472, -103.4050389    |
|                                          | CUTLAJO              | Estimada en diciembre de 2025       | Tlajomulco de Zúñiga | -        | Superficial | 20°28′8.25″N 103°24′54.79″O / 20.4689583, -103.4152194    |
|                                          | Tlajomulco Centro    | Estimada en diciembre de 2025       | Tlajomulco de Zúñiga | -        | Superficial | 20°28′9.8″N 103°26′11.7″O / 20.469389, -103.436583        |
| Fuente del nombre de las estaciones:: 19 |                      |                                     |                      |          |             |                                                           |

## Galería

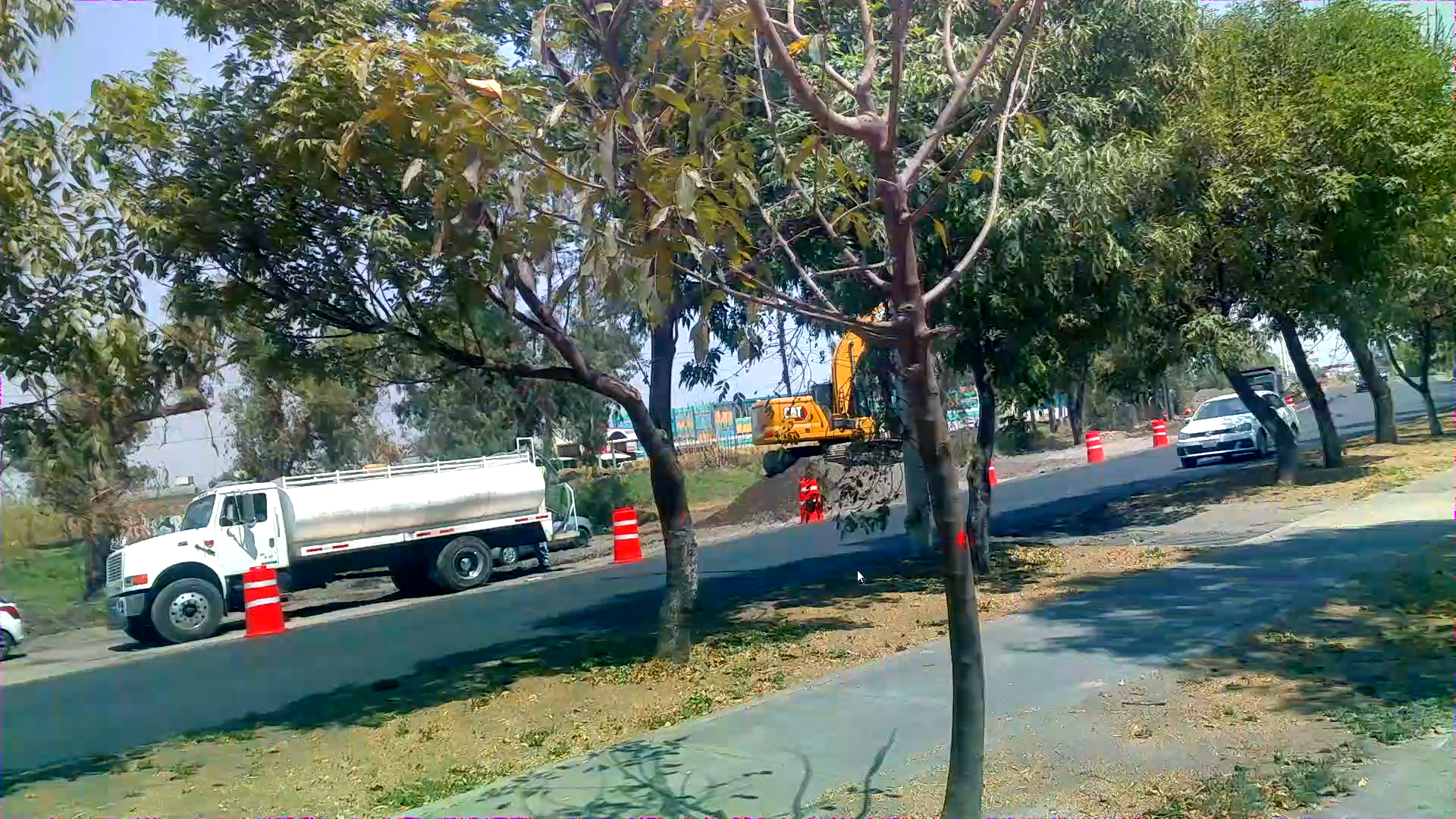
Creación de nuevos carriles en el cruce de Adolf Horn con las vías del tren preliminar a la construcción del puente bajo el que pasará la nueva línea.
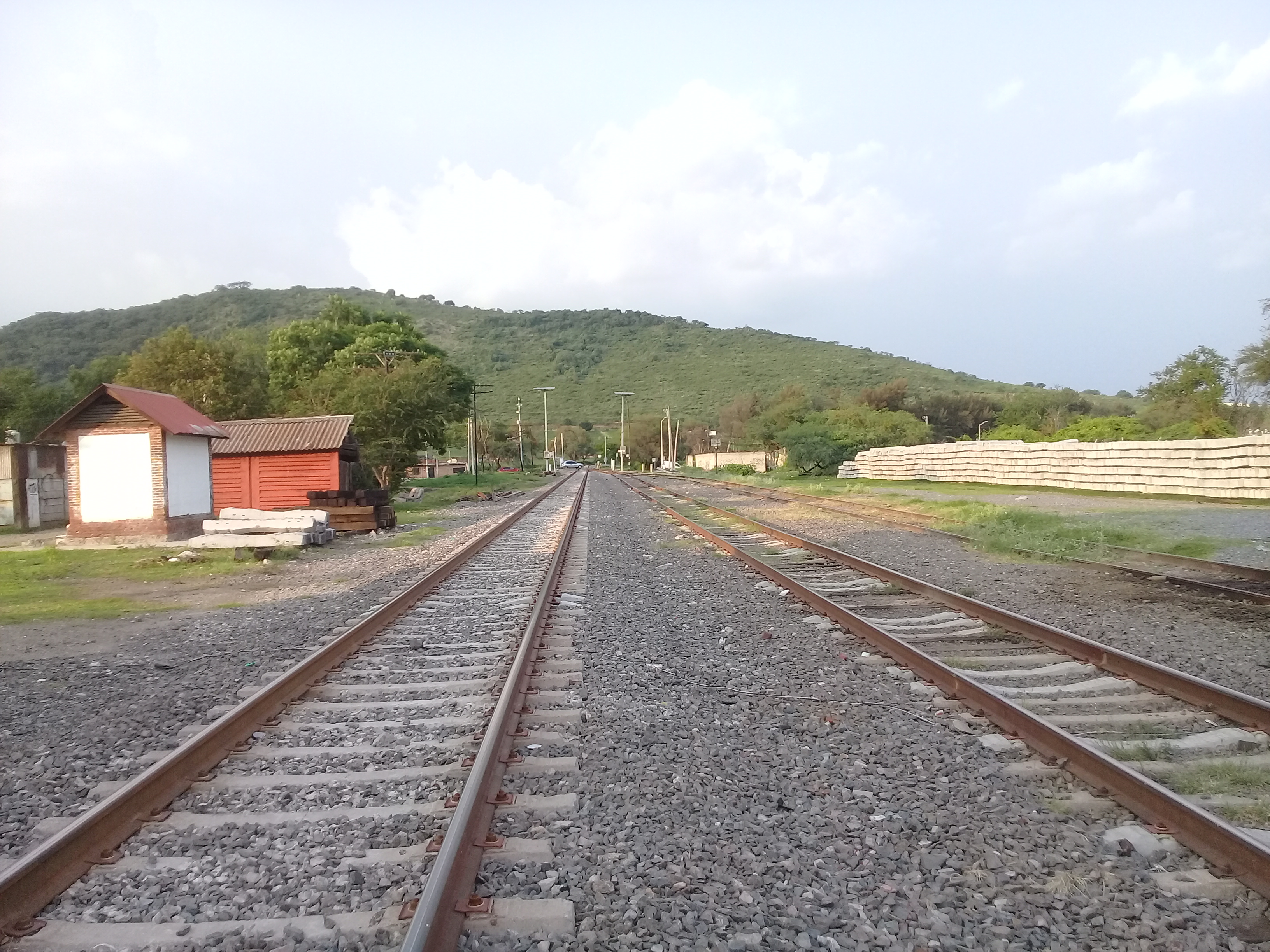
Vías en la estación de ferrocarril Tlajomulco, futura terminal de la línea.
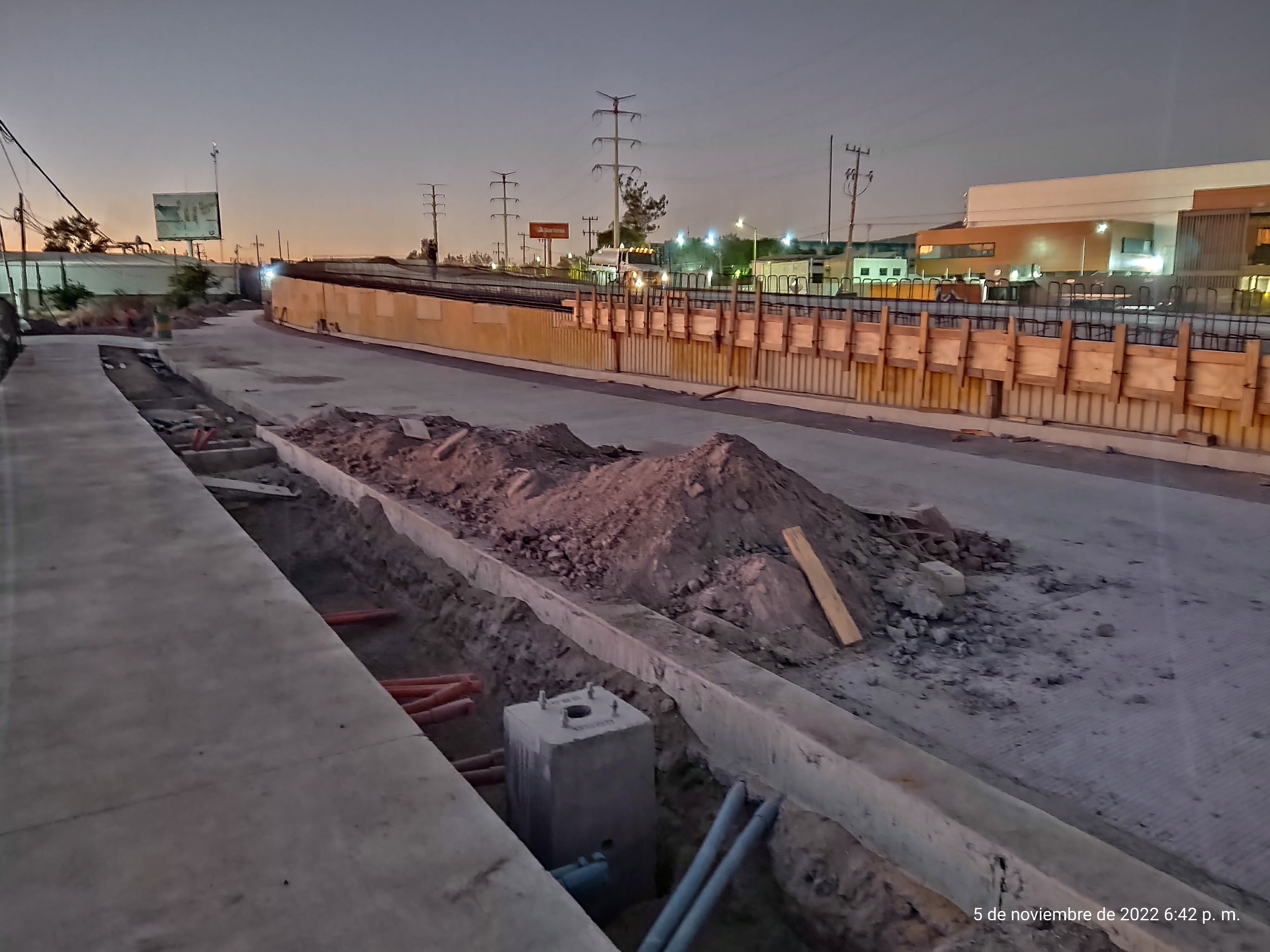
Rampa sur del nodo Adolf Horn en noviembre de 2022, primera etapa de las obras de la línea.
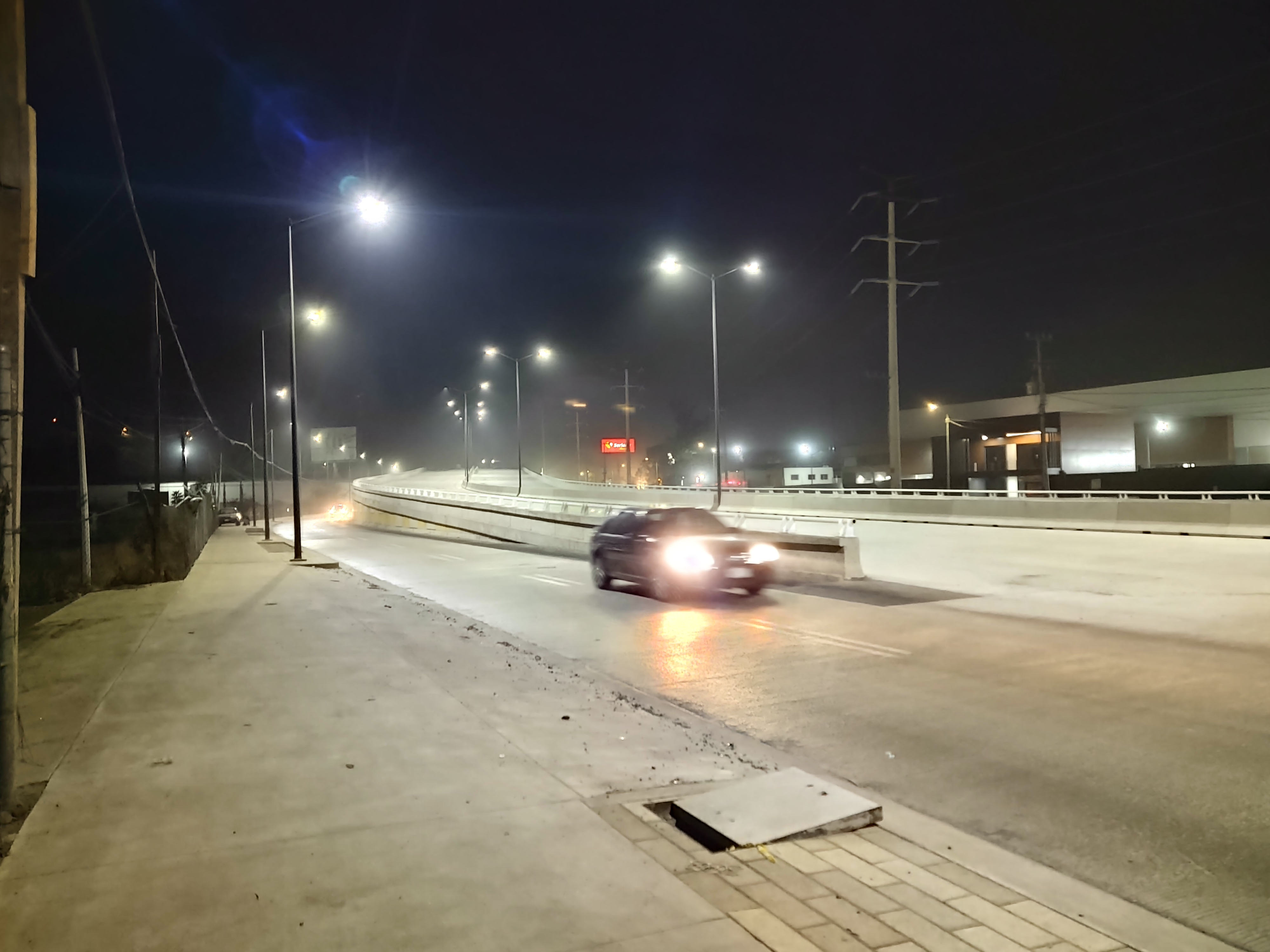
Rampa sur del nodo Adolf Horn en enero de 2023
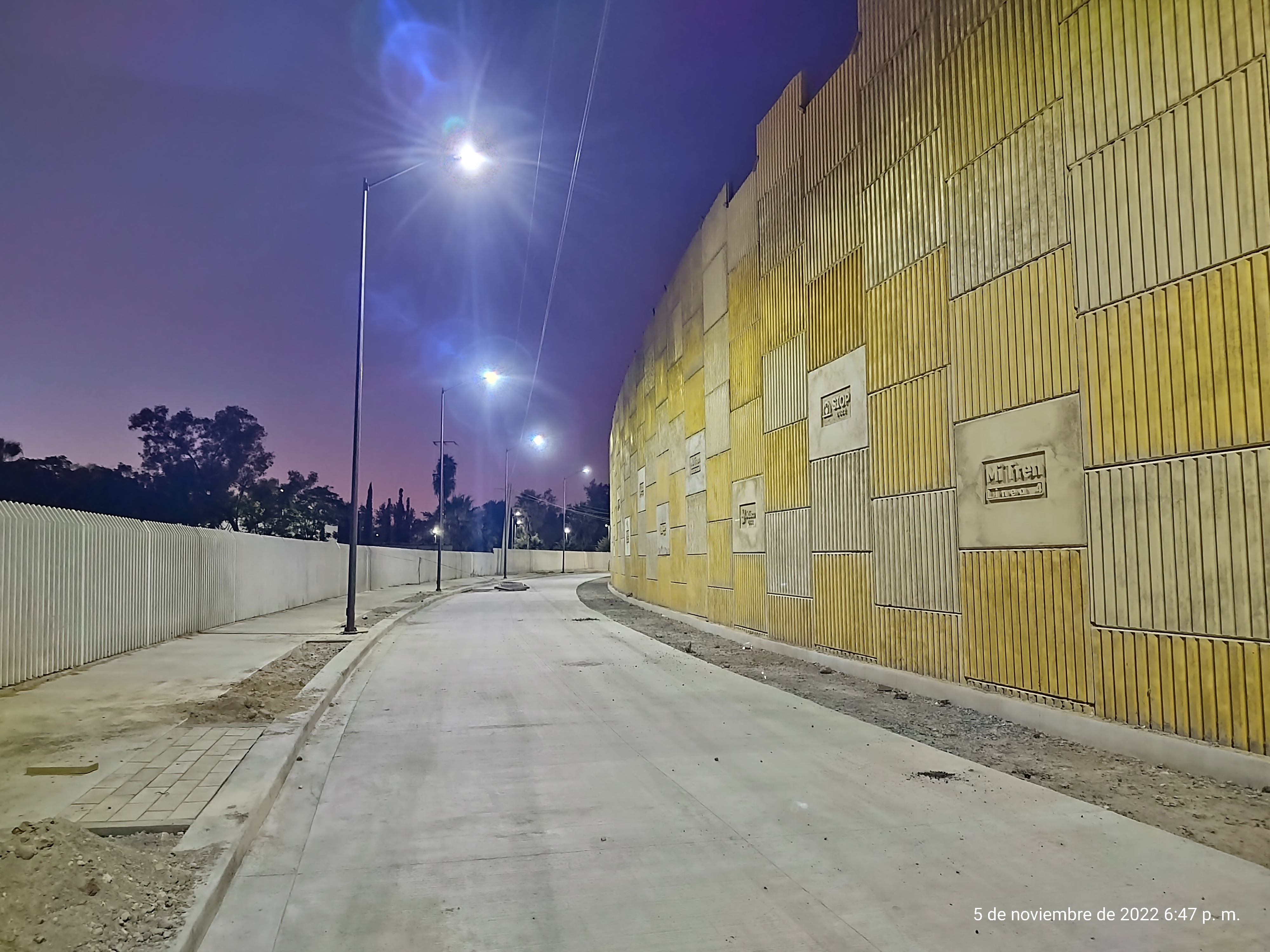
Retorno del nodo Adolf Horn en noviembre de 2022
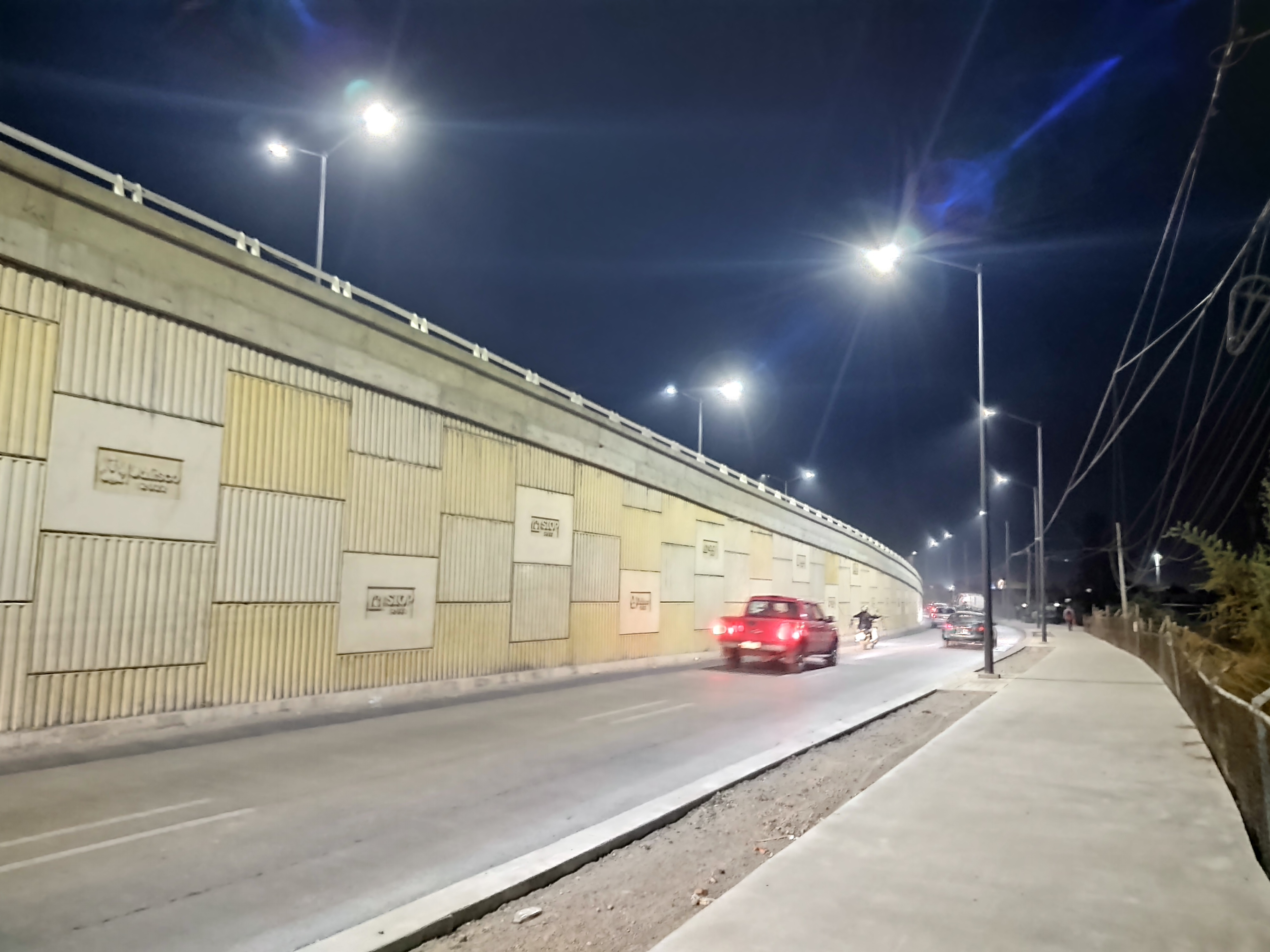
Retorno del nodo Adolf Horn en enero de 2023
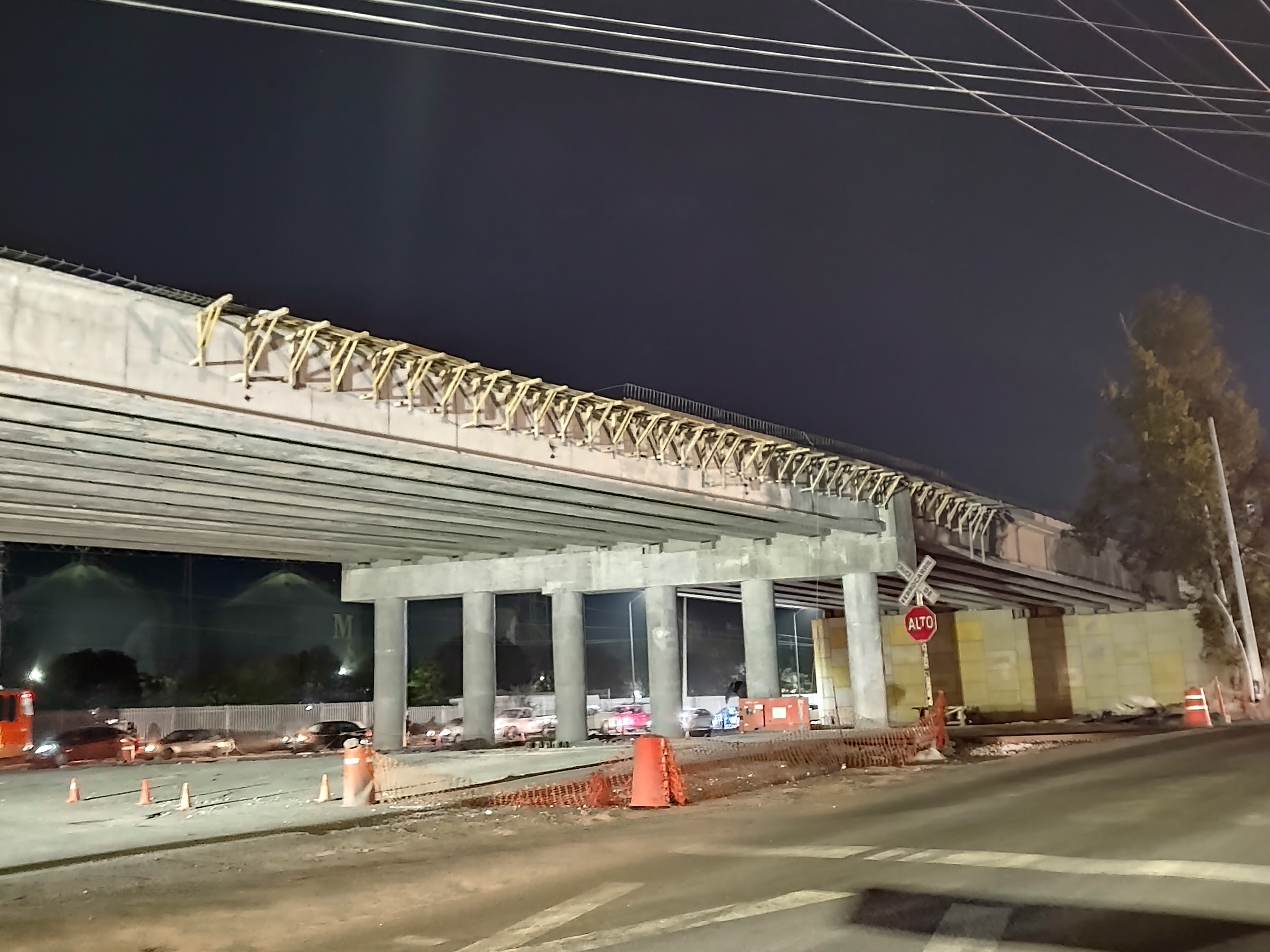
Puente del nodo Adolf Horn en enero de 2023